# Uranylcarbonat
Uranylcarbonat, ((UO2)CO3) ist das grünlich-gelbe Uranylsalz der Kohlensäure.

## Vorkommen
Uranylcarbonat kommt als Mineral Rutherfordin in der Natur vor. Des Weiteren kommen in der Natur weitere carbonathaltige Uranylminerale vor, unter anderem zum Beispiel Albrechtschraufit (Ca4Mg(UO2)2(CO3)6F2 · 17 H2O), Andersonit (Na2Ca[(UO2)(CO3)3](H2O)5), Astrocyanit (Cu2(Ce,Nd,La)2UO2(CO3)5(OH)2 · 1,5 H2O) und Liebigit (Ca2UO2(CO3)3 · 11 H2O).

## Darstellung
Die Uranylcarbonate werden hauptsächlich in basischem Milieu bei hohen CO2-Partialdrücken gebildet, da es im sauren Bereich durch Kohlenstoffdioxidfreisetzung zu keiner Komplexierung kommen kann.
Uranylcarbonat kann durch Erhitzen einer Mischung von Urantrioxid mit Kohlenstoffdioxid in Wasser bei einer Temperatur von 300 °C dargestellt werden.
{\displaystyle \mathrm {\ UO_{3}+\ CO_{2}\ {\xrightarrow {300\,{}^{\circ }C}}\ \ UO_{2}CO_{3}} }

## Eigenschaften

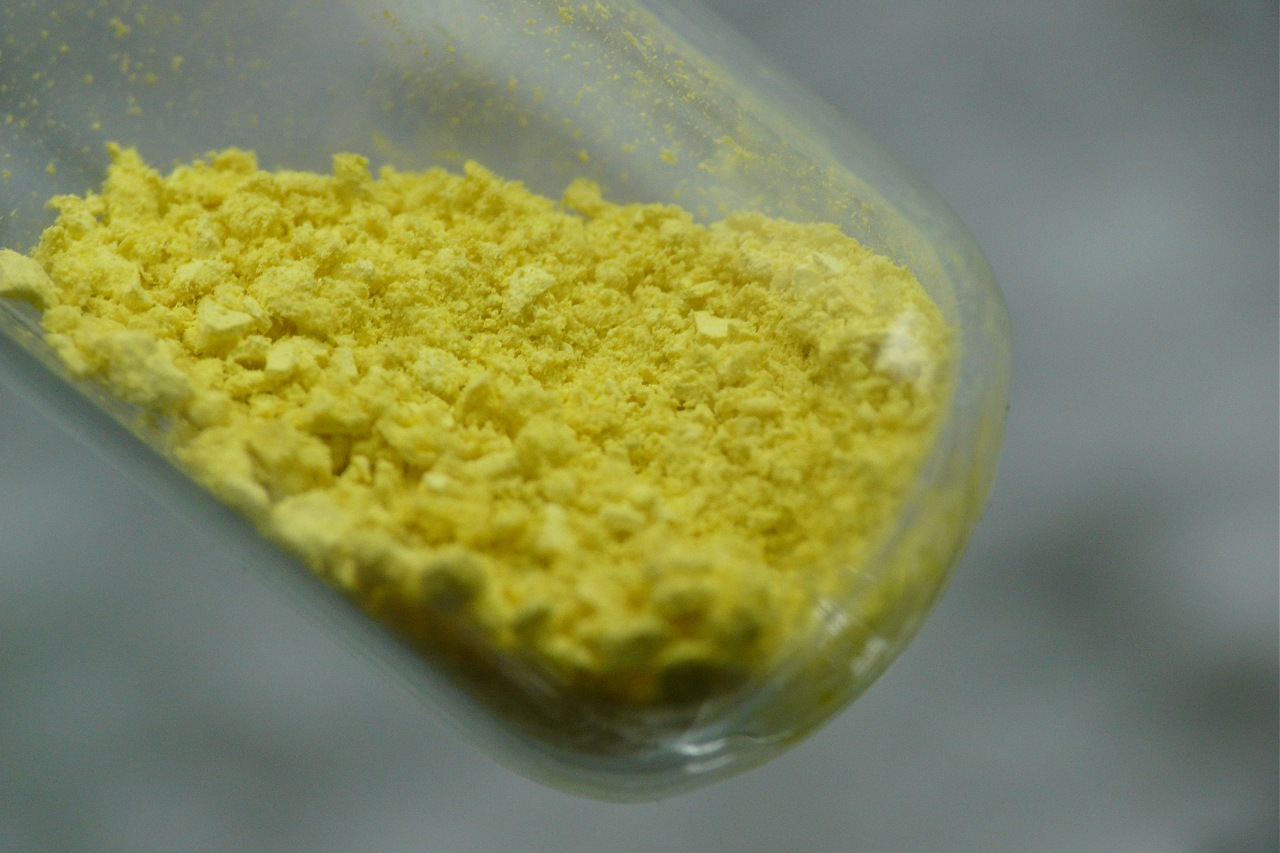
Uranylcarbonat

Wasserfreies Uranylcarbonat ist stabil bis 500 °C.
In wässrigen Lösungen bilden sich bei geringer Hydroxidionen-Konzentration anionische Tricarbonat-Komplexe mit dem [UO2(CO3)3]4−-Ion.
Neben dem Tricarbonat-Komplex konnte auch noch der Dicarbonatkomplex [UO2(CO3)2]2− im Festkörper und in Lösung nachgewiesen werden. Darüber hinaus findet sich in Lösung auch der trimere Komplex [(UO2)3(CO3)6]6−, wobei die einzelnen Spezies stark vom pH-Wert abhängig sind.

## Gesundheits- und Umweltgefahren
Uranylcarbonat ist wie alle Uranverbindungen radioaktiv und sollte daher mit der entsprechenden Vorsicht behandelt und eine Aufnahme in den Körper vermieden werden. Uran ist auch chemisch giftig (es handelt sich um ein Schwermetall) und bei reinen Proben (ohne Verunreinigung durch stärker radioaktive Glieder der Zerfallsreihen von 235U bzw. 238U) ist die Gefahr der chemischen Giftigkeit von Uran höher als jene der Radioaktivität, da sowohl 235U als auch 238U nach menschlichen Maßstäben immens lange Halbwertszeiten haben.